# Flexibilidade cerosa
A flexibilidade cerosa, flexibilidade cérea (em latim, cerea flexibilitas) ou flexibilidade de cera, também chamada rigidez cérea, é um sintoma psicomotor da catatonia associada à esquizofrenia, perturbação bipolar ou outras perturbações mentais que leva a uma resposta diminuída a estímulos e a uma tendência a permanecer numa postura imóvel. As tentativas de reposicionar o paciente encontram "resistência leve e uniforme" e, após ser reposicionado, o paciente normalmente permanecerá na nova posição. A flexibilidade cerosa raramente ocorre em casos de delirium. A presença da flexibilidade cerosa junto com pelo menos dois outros sintomas catatónicos, como estupor ou negativismo, são suficientes para justificar um diagnóstico de catatonia.
Se alguém movesse o braço de alguém com flexibilidade de cera, o paciente manteria aquele braço onde foi posicionado até ser movido novamente, como se fosse cera maleável. Uma alteração posterior da postura de um indivíduo é semelhante a dobrar uma vela. Embora a flexibilidade de cera tenha sido historicamente associada à esquizofrenia, também existem outras perturbações aos quais esta pode estar associada, como perturbações de humor com comportamento catatónico.
A eletroconvulsoterapia é frequentemente usada como tratamento para a catatonia. Um estudo descobriu que pacientes catatónicos com flexibilidade cerosa responderam mais rápido à terapia eletroconvulsiva, em comparação com pacientes com outros sintomas de catatonia.